# لوريلا زاناردو
لوريلا زاناردو (ميلان، 16 ديسمبر 1957) ناشطة في مجال حقوق المرأة، كاتبة ومعلمة إيطالية، شاركت في تأليف كتاب «جسم المرأة» في عام 2009 وفي كتاب لاحق نددت فيه باستخدامه وإعادة تكوين جسد المرأة من قبل وسائل الإعلام.

## المسيرة المهنية
ولدت في ميلانو عام 1983، وتخرجت في اللغات الأجنبية والآداب في الجامعة الكاثوليكية في ميلانو مع أطروحة مخصصة للكاتب المسرحي الإنجليزي إدوارد بوند، مع التركيز على قضايا المشاكل الاجتماعية والعزلة والعنف. والتسويق في جامعة بوكوني (1984).
خلال سنوات دراستها، تولت عدة دورات في الخارج. سافرت إلى إنجلترا حيث حصل على شهادة في إتقان اللغة الإنجليزية والأدب الإنجليزي في أكاديمية اللغة الإنجليزية في أكسفورد هناك، كما التقت ببيرنا، وهو شريك مستقل عن أيسلندا، فتح عينيه على حالة عدم المساواة بين النساء وعلى مقارنة الوضع في إيطاليا فيما يتعلق بالبلدان الأوروبية الأخرى  وفي هذه الحالة، عملت اللغة والأدب الألماني في بافاريا كمدّرسة للشباب الذين تتراوح أعمارهم ما بين 14 إلى 20 عامًا من غاستاربيتر، ثم انتقل المهاجرون الإيطاليون إلى ألمانيا بحثًا عن عمل. كما أمضت بعض الوقت في السنغال في العمل لغرفة التجارة الإيطالية كمساعدة لغوية لشركات التصدير الإيطالية في البلدان الأفريقية
عملت في إيطاليا لشركات متعددة الجنسيات مثل يونيليفر بين عامي 1985 و 1990 ومجموعة موندادوري بين 1995 و 1997. كانت مستشارة دولية تعمل كأخصائية تدريب الكبار في بلغاريا للجماعة الأوروبية وفي كندا أيضًا.
في عام 2003 قامت بتنسيق أول ماجستير في إدارة أخلاقيات الأعمال التي نظمتها أخلاقيات أسو، برعاية مجلس مدينة ميلانو. وهي أيضًا مؤسِّسة مشاركة لشركة سبورتجات، وهي شركة استشارية تستخدم الاستعارة الرياضية كأداة لريادة الأعمال.
في عام 2008، تأثرت مشاهدة برنامج تلفزيوني بتشويه تمثيل المرأة، وقررت مع زميلين، منتج ومخرج أفلام، إنشاء فيديو وثائقي عن تمثيل النساء في التلفزيون 

### جسد المرأة
في عام 2009 شاركت في تأليف، مع سيزار كانتو وماركو مالفي شينديمي، الفيديو الوثائقي جسد المرأة، حول جعل الجسد الأنثوي سلعة من قبل وسائل الإعلام الإيطالية، من خلال مجموعة مختارة من الصور من البرامج التلفزيونية. وشوهد شريط الفيديو الذي عُرض في ربيع عام 2009 على مدونته على الإنترنت منذ ذلك الحين أكثر من ستة ملايين شخص - أكثر من مليوني شخص في نسخته الإسبانية - تم بثه في مايو من فصل "La Infiel" على القناة. من التلفزيون الإيطالي LA7 وتم ذكره فيما بعد في وسائل إعلام وطنية ودولية أخرى  وفي نفس العام تم عرضه في المهرجان الوثائقي الاجتماعي "Italianos brava gente" بواسطة فلورينسيا، والذي استخدمته لجنة تكافؤ الفرص التابعة لوزارة التنمية الاقتصادية   في مختلف الوسائل الإعلامية، يكون عملهم لصالح الدفاع عن حقوق المرأة.
في عام 2010، نُشر كتابًا يحمل نفس الاسم في دار نشر فيلترينيلي، حيث يروي ولادة الفيلم الوثائقي ويعلق على ردود الفعل التي يثيرها. في شهر سبتمبر، كتبت مدونة لصحيفة الحقيقة اليومية. في عام 2011، قدمت الفيلم الوثائقي في البرلمان الأوروبي إن رابطة التحالف الدولي للمرأة (TIAW) تشير لها من بين النساء اللواتي ساهمن في ذلك العام في تحرير الأعمال للمرأة في بلدهم. وهي عضو في مجلس إدارة مؤتمر WIN، وهي جمعية من النساء المحترفات وفي عام 2011، بدأت مع برنامج  التعليمي الجديد للعيون للإعلام المخصص للطلاب والمدرسين. وهي مدعوة لتقديم المشروع في مختلف الجامعات حول العالم.

### دون طلب الإذن
يتم تخصيص الكتاب دون طلب الإذن والسماع الفيديو، لمنهجية للعمل هذه التجربة في المدارس.
في 4 ديسمبر 2013، دعيت من قبل وزارة التعليم لتقديم، في سياق اليوم الأوروبي للوالدين والمدرسة، المشروع التعليمي New Eyes لوسائل الإعلام. في خريف عام 2013، يدعوه نوتيلوس في سلسلة التعليم في راي سكولا إلى مناقشة تمثيل المرأة وعلاقات الإعلام مع الشباب و New Eyes للدورة التدريبية للإعلام
في عام 2014، كانت مرشحة للانتخابات الأوروبية في قائمة أوروبا الأخرى مع تسيبراس في وسط إيطاليا
وهو عضو في لجنة الضمانات والحقوق والواجبات المتعلقة باستخدام الإنترنت في مجلس النواب في إيطاليا

## الجوائز والتقديرات
- مع جورجيو ديريتي، جائزة كالامايو، ساسو ماركوني [15]
- جائزة بيزا للمرأة
- الحمامة الذهبية مقابل جائزة السلام.

## روابط خارجية
- http://www.senzachiedereilpermesso.it/ نسخة محفوظة 29 أغسطس 2018 على موقع واي باك مشين.